# Fournols
Fournols est une commune française, située dans le département du Puy-de-Dôme en région Auvergne-Rhône-Alpes.

## Géographie

### Localisation

#### Lieux-dits et écarts
Les Andes, Balance, la Bitarelle, Boisgrand (maison forestière de), le Bourg, la Braye, Chaboissier, Chalembel, Chanteloube, le Charbonnier, la Colombière, les Costilles, Espinasse, le Forestier, la Garnasse, Garnisson, la Genestière, Grapille, la Grive, Loubetz, Marliangues, la Marre, Massoux, le Moulin d'Espinasse, le Moulin de Basile, le Moulin de Loubetz, le Moulin du Viallard, le Moulin Rouge, le Péaghier, Poutignat, le Puy du Sapt, Puy Hautier, les Renards, Sudre, Terre Neyre, le Viallard.
| Saint-Éloy-la-Glacière | Saint-Amant-Roche-Savine | Le Monestier       |
| Échandelys             | Fournols                 |                    |
| Aix-la-Fayette         | Saint-Germain-l'Herm     | Chambon-sur-Dolore |

Les communes limitrophes sont  Aix-la-Fayette, Chambon-sur-Dolore, Le Monestier, Saint-Amant-Roche-Savine, Saint-Germain-l'Herm, Saint-Éloy-la-Glacière et Échandelys.

### Climat
Pour des articles plus généraux, voir Climat d'Auvergne-Rhône-Alpes et Climat du Puy-de-Dôme.
En 2010, le climat de la commune est de type climat des marges montagnardes, selon une étude du Centre national de la recherche scientifique s'appuyant sur une série de données couvrant la période 1971-2000. En 2020, Météo-France publie une typologie des climats de la France métropolitaine dans laquelle la commune est exposée à un climat de montagne ou de marges de montagne et est dans la région climatique  Nord-est du Massif Central, caractérisée par une pluviométrie annuelle de 800 à 1 200 mm, bien répartie dans l’année. 
Pour la période 1971-2000, la température annuelle moyenne est de 7,7 °C, avec une amplitude thermique annuelle de 15,6 °C. Le cumul annuel moyen de précipitations est de 929 mm, avec 9,8 jours de précipitations en janvier et 8,2 jours en juillet. Pour la période 1991-2020, la température moyenne annuelle observée sur la station météorologique de Météo-France la plus proche, « Saint-Germain-L Herm », sur la commune de Saint-Germain-l'Herm à 7 km à vol d'oiseau, est de 8,0 °C et le cumul annuel moyen de précipitations est de 1 067,3 mm,. Pour l'avenir, les paramètres climatiques de la commune estimés pour 2050 selon différents scénarios d'émission de gaz à effet de serre sont consultables sur un site dédié publié par Météo-France en novembre 2022.

## Urbanisme

### Typologie
Au 1er janvier 2024, Fournols est catégorisée commune rurale à habitat très dispersé, selon la nouvelle grille communale de densité à sept niveaux définie par l'Insee en 2022.
Elle est située hors unité urbaine et hors attraction des villes,.

### Occupation des sols
L'occupation des sols de la commune, telle qu'elle ressort de la base de données européenne d’occupation biophysique des sols Corine Land Cover (CLC), est marquée par l'importance des forêts et milieux semi-naturels (71,9 % en 2018), en diminution par rapport à 1990 (72,9 %). La répartition détaillée en 2018 est la suivante : forêts (63,2 %), prairies (24 %), milieux à végétation arbustive et/ou herbacée (8,7 %), zones agricoles hétérogènes (3 %), zones urbanisées (1,1 %). L'évolution de l’occupation des sols de la commune et de ses infrastructures peut être observée sur les différentes représentations cartographiques du territoire : la carte de Cassini (XVIIIe siècle), la carte d'état-major (1820-1866) et les cartes ou photos aériennes de l'IGN pour la période actuelle (1950 à aujourd'hui).

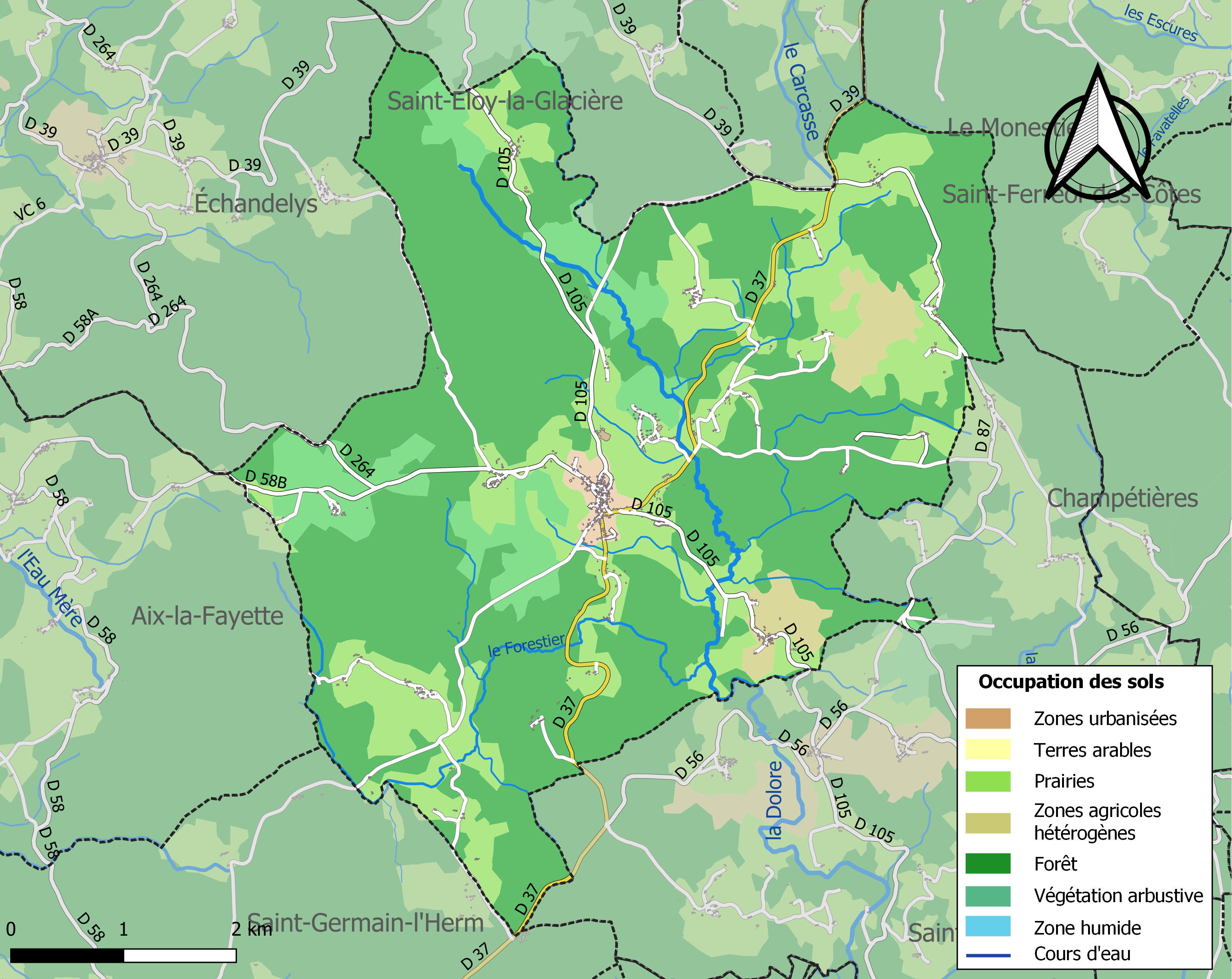
Carte des infrastructures et de l'occupation des sols de la commune en 2018 (CLC).

## Toponymie
Du latin furnus, « four », avec le suffixe diminutif -olum.

## Politique et administration

### Élections municipales et communautaires

#### Élections de 2020
Le conseil municipal de Fournols, commune de moins de 1 000 habitants, est élu au scrutin majoritaire plurinominal à deux tours avec candidatures isolées ou groupées et possibilité de panachage. Compte tenu de la population communale, le nombre de sièges à pourvoir lors des élections municipales de 2020 est de 11. Sur les vingt-deux candidats en lice, huit sont élus dès le premier tour, le 15 mars 2020, avec un taux de participation de 70,45 %. Les trois conseillers restant à élire sont élus au second tour, qui se tient le 28 juin 2020 du fait de la pandémie de Covid-19, avec un taux de participation de 60,78 %.

#### Liste des maires
| Période                                  | Période                   | Identité     | Étiquette      | Qualité                  |
| ---------------------------------------- | ------------------------- | ------------ | -------------- | ------------------------ |
| Les données manquantes sont à compléter. |                           |              |                |                          |
| 1995                                     | 2001                      | Pierre Méry  | Sans étiquette | Médecin                  |
| 2001                                     | 2008                      | Guy Chometon | Sans étiquette |                          |
| mars 2008                                | juillet 2020              | Pierre Méry  | Sans étiquette | Médecin                  |
| juillet 2020                             | En cours (au 2 juin 2025) | Bruno Paul   | Sans étiquette | Entrepreneur du bâtiment |

### Intercommunalité
Fournols a été choisi, sans doute en raison de son caractère central au sein des deux anciens cantons, à mi-chemin de Saint-Amant-Roche-Savine et de Saint-Germain-l'Herm, comme siège de la communauté de communes du Haut-Livradois.
Le 1er janvier 2017, cette communauté de communes a fusionné avec six autres communautés de communes autour d'Ambert pour constituer la communauté de communes Ambert Livradois Forez.

## Population et société

### Démographie
L'évolution du nombre d'habitants est connue à travers les recensements de la population effectués dans la commune depuis 1793. Pour les communes de moins de 10 000 habitants, une enquête de recensement portant sur toute la population est réalisée tous les cinq ans, les populations de référence des années intermédiaires étant quant à elles estimées par interpolation ou extrapolation. Pour la commune, le premier recensement exhaustif entrant dans le cadre du nouveau dispositif a été réalisé en 2005.

En 2022, la commune comptait 315 habitants, en évolution de −1,56 % par rapport à 2016 (Puy-de-Dôme : +2,1 %, France hors Mayotte : +2,11 %).
| 1793  | 1800  | 1806  | 1821  | 1831  | 1836  | 1841  | 1846  | 1851  |
| ----- | ----- | ----- | ----- | ----- | ----- | ----- | ----- | ----- |
| 1 576 | 1 660 | 1 762 | 1 834 | 2 072 | 2 086 | 1 947 | 1 933 | 1 957 |

| 1856  | 1861  | 1866  | 1872  | 1876  | 1881  | 1886  | 1891  | 1896  |
| ----- | ----- | ----- | ----- | ----- | ----- | ----- | ----- | ----- |
| 1 767 | 1 788 | 1 665 | 1 608 | 1 586 | 1 605 | 1 583 | 1 440 | 1 404 |

| 1901  | 1906  | 1911  | 1921 | 1926 | 1931 | 1936 | 1946 | 1954 |
| ----- | ----- | ----- | ---- | ---- | ---- | ---- | ---- | ---- |
| 1 340 | 1 311 | 1 174 | 976  | 893  | 871  | 796  | 704  | 663  |

| 1962 | 1968 | 1975 | 1982 | 1990 | 1999 | 2005 | 2006 | 2010 |
| ---- | ---- | ---- | ---- | ---- | ---- | ---- | ---- | ---- |
| 555  | 552  | 545  | 512  | 546  | 480  | 418  | 408  | 347  |

| 2015 | 2020 | 2022 | - | - | - | - | - | - |
| ---- | ---- | ---- | - | - | - | - | - | - |
| 323  | 315  | 315  | - | - | - | - | - | - |

## Économie
- Fromagerie industrielle Société Fromagère du Livradois (collecte de lait de vache dans un secteur s'étendant des portes d'Issoire à celles d'Ambert, et fabrication de fourme d'Ambert).

## Culture locale et patrimoine

### Lieux et monuments
- Église Saint-Côme (XIIIe – XVe siècle), de facture romane.
- Croix grecque (inscrite à l'Inventaire supplémentaire des monuments historiques le 22 juillet 1963).
- Les Pierres Folles, amas rocheux considéré par certains comme un site mégalithique, pierre de guérison, menhir, cupule.

### Patrimoine naturel
La commune est adhérente du parc naturel régional Livradois-Forez.

### Personnalités liées à la commune
- Jean-Marie Fonlupt (1894-1944), résistant français né et abattu par les Allemands à Fournols.

### Héraldique
| Blason de Fournols | Blason  | Écartelé, au 1 contre-écartelé, aux 1 et 4 d'argent à la bande d'azur accompagnée de six roses de gueules posées en orle, aux 2 et 3 d'azur à trois fleurs de lys d'or ; au 2 de sinople à la bande ondée d'argent, au 3 de gueules à trois fasces d'or, au 4 d'azur au lion d'or surmonté d'un croissant du même, à la bande de gueules brochante. |
| Blason de Fournols | Détails | Le statut officiel du blason reste à déterminer. |

## Pour approfondir